# 224067 Colemila
224067 Colemila è un asteroide della fascia principale. Scoperto nel 2005, presenta un'orbita caratterizzata da un semiasse maggiore pari a 2,3726431 UA e da un'eccentricità di 0,1340446, inclinata di 2,64828° rispetto all'eclittica.